# Robledales-isla de Urkabustaiz

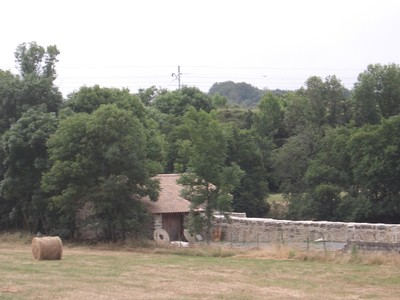
Molino situado en Goiuri-Ondona.

Los robledales-isla de Urkabustaiz, en Álava (España), constituyen una Zona de Especial Conservación (ZEC) catalogada como Lugar de Importancia Comunitaria (LIC) de la red Natura 2000, perteneciente a la región biogeográfica atlántica. Comprende tres sectores no contiguos, situados en su mayoría en el municipio alavés de Urkabustaiz. Tiene el código de LIC ES2110003.
En la zona existen al menos siete hábitats de interés comunitario incluidos en la red ecológica europea Natura 2000. Se trata de un espacio dominado mayoritariamente por bosques, destacando los hayedos acidófilos, los robledales mesótrofos subatlánticos, o los quejigales y marojales, junto con sus especies características. Respecto a la fauna destaca la presencia de especies como la rana ágil (Rana dalmatina) o unas cincuenta especies de aves cuya presencia se ha constatado (chotacabras gris, águila culebrera europea, milanos negro y real o halcón abejero). Este espacio es muy relevante para la conservación de una de las especies de murciélagos catalogadas como en peligro de extinción, que es el murciélago de Bechstein (Myotis bechsteinii), que cuenta en esta ZEC con una de las colonias más importantes del territorio de la comunidad autónoma del País Vasco.
El espacio dispone de 276,8 hectáreas de superficie en los valles de Zuya y del arroyo de Oiardo y está rodeado por el macizo del Gorbea al norte, la sierra de Gibijo al oeste y la sierra de Badaya al sur.
La presión antrópica que han sufrido los robledales atlánticos a través de plantaciones, cortas selectivas, claras, incendios, colecta de biomasa e introducción de ganado, ha determinado, en gran medida, la composición, estructura y dinámica de estos bosques. A pesar de ello, en las últimas décadas el abandono paulatino de la vida rural ha provocado que vuelvan a predominar los procesos naturales.
La ZEC está conformada por tres sectores:
- Sector de la Dehesa: situado al suroeste del pueblo de Oiardo (término municipal de Urkabustaiz), está formado por un bosque de roble pedunculado (Quercus robur) y melojo (Quercus pyrenaica), de 9,2 ha de superficie. Se encuentra rodeado por prados de siega atlánticos y sin contacto con otras masas arboladas.
- Sector de Garai: se trata de un rodal de 2,6 ha situado al sureste del pueblo de Oiardo (término municipal de Urkabustaiz), formado por un robledal donde predomina el roble pedunculado acompañado por el quejigo (Quercus faginea). Como en el caso del sector de la Dehesa, la mancha de robledal se encuentra aislada de otras masas boscosas y rodeada por prados de siega atlánticos.
- Sector del monte Godamo y valle de Zuya: con una extensión de 265 ha, es el mayor de los tres y se sitúa entre los pueblos de Izarra, Abornikano (ambos en el término municipal de Urkabustaiz) y Lukiano (término municipal de Zuya). Está compuesto por robledales mesótrofos subatlánticos de Quercus robur, hayedos acidófilos y marojales. El sector es atravesado por la autopista AP-68, que lo divide en dos.